# Грајфсвалд
Грајфсвалд (њем. Greifswald) град је у њемачкој савезној држави Мекленбург-Западна Померанија. Посједује регионалну шифру (AGS) 13001000, NUTS (DE801) и LOCODE (DE GRD) код. Грајфсвалд је универзитетски град. Град има 54.000 становника, од којих је 12.000 студената и 5.000 запослених на универзитету.
Грајфсвалд се налази на обали Балтичког мора, око 200 km северно од Берлина.

## Географија
Град се налази на надморској висини од 5 метара. Површина општине износи 50,5 km².

## Становништво
У самом граду је, према процјени из 2010. године, живјело 54.131 становника. Просјечна густина становништва износи 1.072 становника/km².

## Међународна сарадња
| Мјесто        | Држава    | Врста сарадње | Од    |
| ------------- | --------- | ------------- | ----- |
| Кристијанстад | Шведска   | контакт       | 1998. |
| Помероде      | Бразил    | контакт       | 2001. |
| Брајан        | САД       | пријатељство  | 1994. |
| Лунд          | Шведска   | партнерство   | 1990. |
| Шчећин        | Пољска    | партнерство   | 2000. |
| Голењов       | Пољска    | партнерство   | 1986. |
| Хамар         | Норвешка  | партнерство   | 1997. |
| Котка         | Финска    | партнерство   | 1959. |
| Анжер         | Француска | контакт       | 1994. |
| Еншеде        | Холандија | контакт       | 1990. |
| Њупорт Њуз    | САД       | партнерство   | 2007. |
| Извор         |           |               |       |